# Visconte Bayning
Il Visconte Bayning di Sudbury nella contea del Suffolk era un titolo nobiliare della Paria d'Inghilterra. Venne creato l'8 marzo 1628 per Paul Bayning, I Visconte Bayning. Era già stato nominato Baronetto di Bentley Parva nella contea dell'Essex, il 24 settembre 1611, e Barone Bayning, di Horkesley nella contea dell'Essex, il 27 febbraio 1628. Gli successe il figlio e dopo la prematura morte di questi, nel 1638, il titolo si estinse. 
I considerevoli possedimenti terrieri dei Bayning nell'Essex e nel Sussex passarono ad Anne Bayning, figlia del primo visconte. Nel 1674 il viscontado fu ricostituito quando lei stessa venne nominata Viscontessa Bayning, di Foxley nella contea del Berkshire. Fu moglie prima di Henry Murray, Groom of the Bedchamber per Carlo I d'Inghilterra, e poi di Sir John Baber. Morì nel 1678 e con lei si estinse nuovamente il viscontado. Il titolo Bayning rinacque nuovamente nel 1797 in favore di Charles Townshend, pro-pro-pronipote della viscontessa, 
che venne nominato Barone Bayning nella Paria d'Inghilterra.
Elizabeth Bayning, figlia del primo visconte, sposò Francis Lennard, 14º Barone Dacre, e fu nominata Contessa di Sheppey; morì nel 1680. Mary Bayning, figlia del primo visconte, sposò William Villiers, 2° Visconte Grandison, e fu la madre di Barbara, Duchessa di Cleveland, amante di Carlo II d'Inghilterra.

## Visconte Bayning (1628)

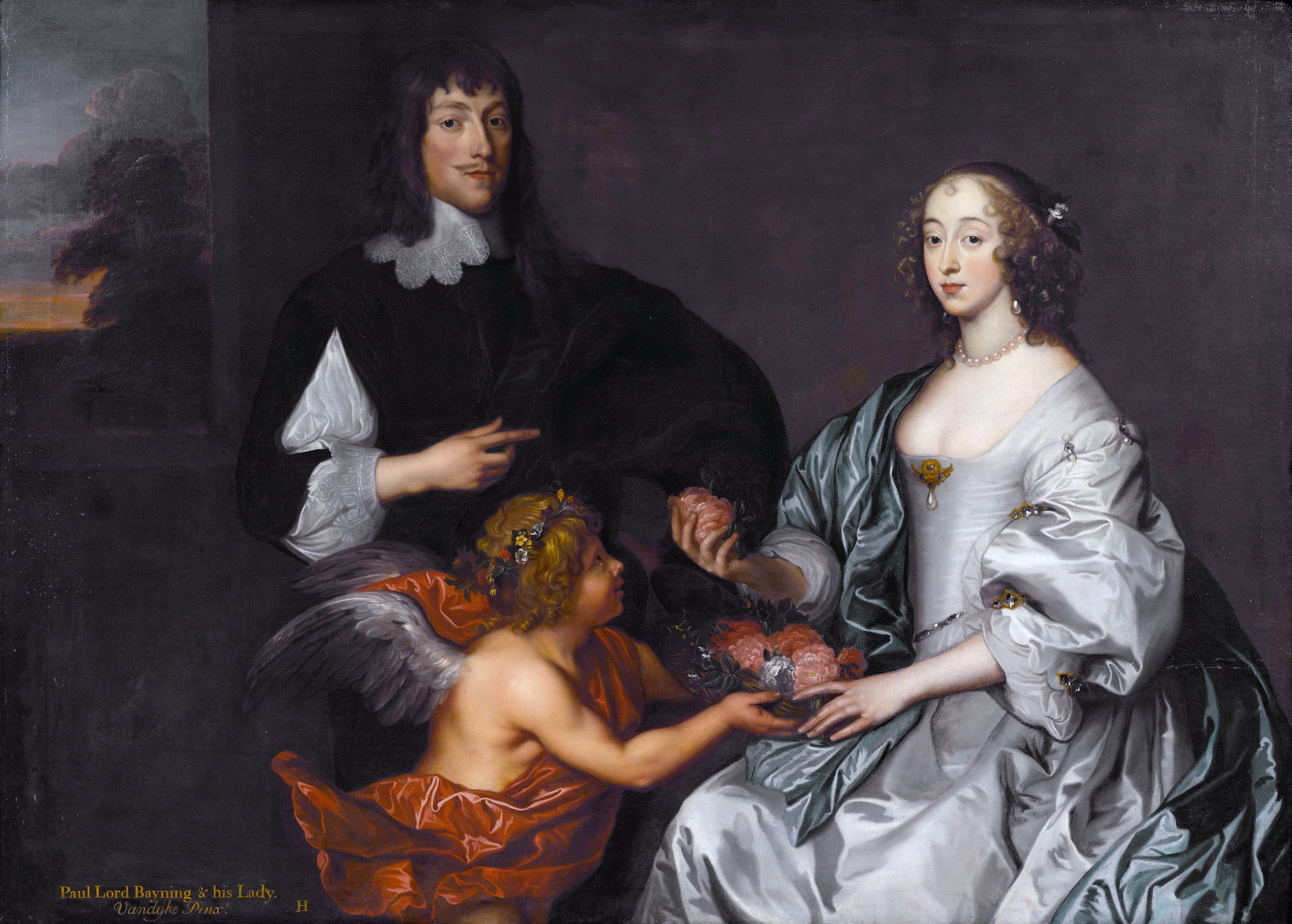
Paul Bayning, 2° Visconte Bayning e la moglie

- Paul Bayning, I Visconte Bayning (1588–1629)
- Paul Bayning, II Visconte Bayning (1616–1638)

## Viscontessa Bayning (1674)
- Anne Baber, Viscontessa Bayning (1619–1678)